# 4Dreamers (album)
4Dreamers – debiutancki album studyjny polskiego boysbandu 4Dreamers, wydany 18 maja 2018 nakładem Universal Music Polska.

## Informacje o albumie
Debiutancka płyta zespołu została wydana 18 maja 2018, zawierając 9 piosenek. Album jest o młodzieńczej miłości i przedstawienie świata na swój sposób.. 23 listopada 2018 została wydana reedycja płyty zespołu, gdzie zawiera utwory z płyty debiutanckiej, i dodatkowo 4 utwory.

## Single
Pierwszym singlem promującym album był utwór „Sekret”, wydany 24 lutego 2018. Drugi singel zespołu „Drugi raz” miał premierę 16 maja 2018. Teledysk do trzeciego singla „Też tak masz” ukazał się 1 czerwca 2018. Klip do czwartego singla  „Dni” ukazał się 24 sierpnia 2018.

## Lista utworów

### 4Dreamers
| Nr | Tytuł utworu     | Słowa        | Muzyka                                         | Długość |
| -- | ---------------- | ------------ | ---------------------------------------------- | ------- |
| 1. | „Sekret”         | Patryk Kumór | Yves Gaillard, Arie Storm, Eric Lumiere        | 2:21    |
| 2. | „Drugi raz”      | Patryk Kumór | Christian Fast, Henrik Nordenback, Andreas Moe | 2:46    |
| 3. | „Dni”            | Michał Majak | Sky Adams, Danny Shah                          | 2:55    |
| 4. | „Znak”           | Patryk Kumór | -                                              | 2:27    |
| 5. | „Melo-dramat”    | Patryk Kumór | -                                              | 3:05    |
| 6. | „Też tak masz”   | Patryk Kumór | Tom Hollings, Callum Stewart, Tom Mann         | 3:09    |
| 7. | „Pluszowy miś”   | Patryk Kumór | -                                              | 3:13    |
| 8. | „Nie poddam się” | Patryk Kumór | -                                              | 3:03    |
| 9. | „Coraz mniej”    | Patryk Kumór | -                                              | 2:33    |
|    |                  |              |                                                | 25:32   |

### 4Dreamers (Reedycja)
| Nr  | Tytuł utworu                                     | Słowa             | Muzyka                                         | Długość |
| --- | ------------------------------------------------ | ----------------- | ---------------------------------------------- | ------- |
| 1.  | „Pierwszy raz”                                   | Patryk Kumór      | -                                              | 3:16    |
| 2.  | „Instagirl”                                      | Patryk Kumór      | -                                              | 3:05    |
| 3.  | „Sekret”                                         | Patryk Kumór      | Yves Gaillard, Arie Storm, Eric Lumiere        | 2:21    |
| 4.  | „Drugi raz”                                      | Patryk Kumór      | Christian Fast, Henrik Nordenback, Andreas Moe | 2:47    |
| 5.  | „Dni”                                            | Michał Majak      | Sky Adams, Danny Shah                          | 2:55    |
| 6.  | „Znak”                                           | Patryk Kumór      | -                                              | 2:27    |
| 7.  | „Melo-dramat”                                    | Patryk Kumór      | -                                              | 3:06    |
| 8.  | „Też tak masz”                                   | Patryk Kumór      | Tom Hollings, Callum Stewart, Tom Mann         | 3:11    |
| 9.  | „Pluszowy miś”                                   | Patryk Kumór      | -                                              | 3:14    |
| 10. | „Nie poddam się”                                 | Patryk Kumór      | -                                              | 3:04    |
| 11. | „Coraz mniej”                                    | Patryk Kumór      | -                                              | 2:34    |
| 12. | „Zawsze tam, gdzie ty (cover Lady Pank)”         | Jacek Skubikowski | Jan Borysewicz                                 | 3:38    |
| 13. | „As Long As You Love Me (cover Backstreet Boys)” | Max Martin        | Max Martin, Kristian Lundin                    | 3:04    |
|     |                                                  |                   |                                                | 38:42   |